# Stade de l'Abbé-Deschamps
Stade de l'Abbé-Deschamps je fotbalový stadion ve francouzském městě Auxerre. Vlastníkem je místní klub AJ Auxerre, stadion má kapacitu 23 467 míst.

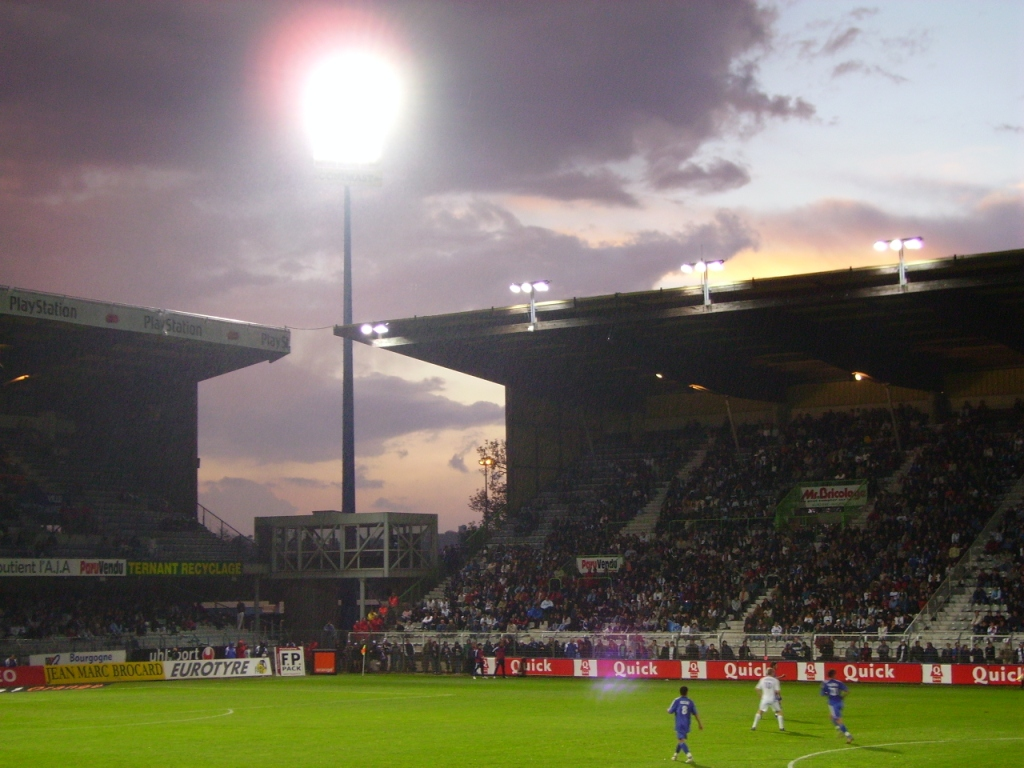
Stade de l'Abbé-Deschamps

Ernest-Théodore Valentin Deschamps (Abbé Deschamps) byl zakladatelem a prezidentem AJ Auxerre v letech 1905 až 1949. Zařídil nákup pozemků podél řeky Yonne a umožnil tak výstavbu prvního stadionu v místech dnešní stavby. Stade de la Route de Vaux byl otevřen 13. října 1918 a po smrti Deschampse byl pojmenován na jeho počest.
Tribuny zůstaly prakticky nezměněny až do 80. let. Roku 1984 došlo k rekonstrukci hlavní tribuny. Roku 1994 pak byly vyměněny tribuny za brankami (Vaux a Leclerc)
Stadion dvakrát v historii hostil francouzskou reprezentaci:
- 6. září 1995 při vítězství 10-0 nad Ázerbájdžánem (kvalifikace na EURO 1996)
- 6. června 2007 při vítězství 1-0 nad Gruzií (kvalifikace na EURO 2008)

Rekord v návštěvnosti na Ligue 1 zaznamenal stadion 18. května 1996, kdy na zápas proti FC Nantes přišlo pozdravit nové šampiony francie na 22 500 diváků. V poháru UEFA byla nejvyšší návštěva 21 304 v zápase proti Borussii Dortmund 19. března 1997.